# Авария на АЭС Монтиселло
Авария на АЭС Монтиселло — радиационная авария, произошедшая в ноябре 2022 года на АЭС Монтиселло (Миннесота, США), в ходе которой произошла утечка свыше 1500 м3 радиоактивной воды.

## Информация об АЭС

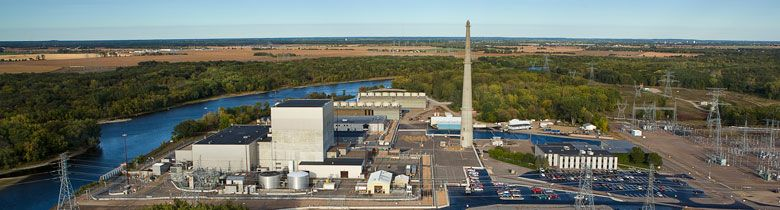
Панорама АЭС Монтиселло

АЭС Монтиселло является атомной электростанцией с единственным кипящим водо-водяным реактором (BWR) номинальной мощностью 671 МВт, построенной и введённой в эксплуатацию в 1971 году. Электростанция располагается в округе Райт (Миннесота, США) на берегу реки Миссисипи. К моменту возникновения аварии станция проработала свыше 50 лет, срок выданной лицензии истекает в 2030 году. В 2023 году Xcel Energy планировала продлить срок работы АЭС ещё на 20 лет.
На АЭС ранее происходили утечки радиоактивной воды. В мае 1982 года произошла утечка 4,9 м3 воды в близлежащую реку Миссисипи. Регулирующие органы признали утечку «незначительной».

## Авария
По сообщению компании-оператора станции Xcel Energy от 16 марта 2023 года, 21 ноября 2022 года была обнаружена утечка загрязнённой радиоактивным тритием воды из трубопровода, перекачивающим воду между зданиями электространции. По заявлению оператора, произошла утечка свыше 400 000 галлонов (свыше 1500 м3 радиоактивной воды). Комиссия по ядерному регулированию была оповещена на следующий день, однако обстоятельства аварии были обнародованы только в марте 2023 года, спустя четыре месяца после аварии.
С момента утечки на момент обнародования аварии было изъято и дезактивировано только 20 % утекшего радиоактивного материала через пробуренные скважины. По состоянию на 17 марта 2023 года, работы по устранению последствий аварии всё продолжаются.
По заявлению официальных лиц, радиоактивная вода не покинула границ предприятия, не проникла в бассейн реки Миссисипи и не попала в источники питьевой воды. Замалчивание аварии сроком в четыре месяца компания объяснила оценкой воздействия последствий аварии на окружающую среду. Так как, по словам представителя Xcel Energy, угроза оказалась минимальной, компания посчитала ненужным немедленное обнародование инцидента.
24 марта была обнаружена ещё одна утечка «нескольких сотен галлонов» загрязнённой тритием воды, достигшая грунтовых вод. Управляющая компания заявила об отсутствии угрозы окружающей среды, но при этом остановила работу электростанции для устранения протечек.

## Реакция общественности
Физик-ядерщик Андрей Ожаровский отметил отсутствие конкретики в заявлениях компании-оператора и регулирующих государственных органов США и сравнил аварию на АЭС Монтиселло с утечкой радиоактивной воды во время аварии на АЭС Фукусима-1.